# Wincentów (powiat piaseczyński)
Wincentów – wieś sołecka w Polsce położona w województwie mazowieckim, w powiecie piaseczyńskim, w gminie Góra Kalwaria.
W latach 1975–1998 miejscowość należała administracyjnie do województwa warszawskiego.
Północną granicę miejscowości wyznacza Rzeka Czarna, nazywana też Cedronem.